# Ngrowo (Bangsal)
Ngrowo is een bestuurslaag in het regentschap Mojokerto van de provincie Oost-Java, Indonesië. Ngrowo telt 5277 inwoners (volkstelling 2010).